# أخدود تحت الحجاج
أخدود تحت الحجاج (باللاتينية: Sulcus infraorbitalis maxillae) يوجد في وسط الجزء الخلفي من السطح الحجاجي للفك العلوي. يؤدي وظيفته كممر لأوعية وعصب تحت الحجاج. يبدأ الأخدود في وسط الحد الخلفي قرب الحافة العلوية للسطح تحت الصدغي لعظم الفك العلوي ويمتد للأمام إلى أن ينتهي في قناة تتفرع لفرعين.